# Grigorij Safonow
Grigorij Nikołajewicz Safonow (ros. Григорий Николаевич Сафонов, ur. 26 października 1904 w Rostowie, zm. 1972) – prokurator generalny ZSRR w latach 1948-1953.
1922-1925 studiował prawo na Leningradzkim Uniwersytecie Państwowym, po czym został pomocnikiem rady prawnego w zakładzie budowy maszyn w Leningradzie, od XII 1926 służył w 48 pułku strzeleckim w Starej Russie, od X 1928 radca prawny zakładu remontowo-mechanicznego w Leningradzie, od IV 1929 szef biura prawnego w Newskim Zakładzie Budowy Maszyn im. Lenina w Leningradzie, jednocześnie prowadził kursy na temat prawa cywilnego w Instytucie Radzieckiego Prawa, później w Uniwersytecie Leningradzkim. Od XII 1935 prokurator rejonu okułowskiego, od I 1939 prokurator rejonu kirowskiego w Leningradzie, od V 1939 w Prokuraturze ZSRR, naczelnik Wydziału, od XII 1939 zastępca, później I zastępca Prokuratora ZSRR (od III 1946 Prokuratora Generalnego ZSRR). Brał udział w procesie norymberskim. Od 4 II 1948 do 30 VI 1953 Prokurator Generalny ZSRR. Później m.in. prokurator Wydziału Śledczego Prokuratury Rosyjskiej FSRR. Jako zastępca prokuratora i prokurator generalny ZSRR uczestniczył w masowych represjach. Deputowany do Rady Najwyższej ZSRR 2 kadencji. Odznaczony dwoma Orderami Lenina. Jego prochy złożono na Cmentarzu Nowodziewiczym.